# جون براون (سياسي أسترالي، مواليد 1886)
جون براون (بالإنجليزية: John Brown)‏ هو سياسي أسترالي، ولد في 2 يونيو 1886 في Winkleigh ‏ في المملكة المتحدة، وتوفي في 9 مايو 1974. نشط حزبياً في حزب العمال الأسترالي. وقد انتخب عضو مجلس نواب تسمانيا.